# Inkubator (nyföretagande)
En inkubator eller företagskuvös är en organisation med syfte att främja och underlätta nystartade företags väg mot tillväxt och lönsamhet. Inkubatorns främsta uppgift är att erbjuda kvalificerad affärsrådgivning eller affärscoachning, samt nätverk för att underlätta kontakterna med kunder, partners och investerare. I många fall kombineras affärsutvecklingsstödet med stödtjänster såsom uthyrning av lokalyta, telefon och IT-resurser. Därutöver har inkubatorn ofta partneravtal med tjänsteföretag inom redovisning och ekonomistyrning, affärsjuridik, marknadsföring och rekrytering.
Ofta har inkubatorns ägare och intressenter satt upp målsättningar om att främja entreprenörskap och nyföretagande, skapa hållbara och lönsamma företag och höja ambitionen vad gäller tillväxt i företagens omsättning. Ett ytterligare mål kan vara att främja kommersialisering av forskningsupptäckter, särskilt om inkubatorn har kopplingar till ett universitet eller en högskola.  I Sverige finns såväl offentligt ägda som privata inkubatorer. Många inkubatorer började som universitetsanknutna enheter med fokus på kommersialisering av forskningsupptäckter men har senare öppnat sin intagning till entreprenörer av olika slag och även spinoffs från etablerade företag i vissa fall.
Syftet med inkubatorverksamhet är. 
- Att diversifiera ekonomin och öka skattebasen
- Att stärka den privata sektorn
- Att skapa en decentraliserad och lokal/regional utveckling
- Att ändra attityden inför entreprenörskap, innovation och risktagandet att skapa jobb
- Att öka chansen till företagets överlevnad
- Att främja utveckling och överföring av teknik

Företag eller individer får ansöka om deltagande i inkubatorns affärsutvecklingsprogram. Efter en utvärdering av affärsidéns potential till tillväxt och lönsamhet, genomförbarhet och risker kan inkubatorn besluta att medge deltagande i programmet. Ofta sluts ett avtal mellan parterna som reglerar åtaganden och förpliktelser.
Ett inkubationsprogram pågår ofta mellan 1 och 3 år och kan vara indelat i faser eller delprogram. På senare tid har nya och snabbare inkubationsprogram utvecklats och genomförts med syfte att ge ett adekvat stöd till entreprenörer med IT-, internet- eller mediaidéer. Sådana affärsidéer måste ofta testas snabbt på marknaden för att inte förlora momentum mot konkurrenter.
Ett inkubatorföretag lämnar inkubatorn när det har fått tillräckligt affärsutvecklingsstöd för att kunna klara av produktutveckling och marknadsföring på egen hand.

## Svenska inkubatorer i urval
- Kalmar Science Park, Kalmar län
- Arctic Business Incubator, Luleå
- Bizmaker, f.d. Åkroken science park, Sundsvall
- Borås INK, Borås
- Brewhouse Inkubator, Göteborg
- Yuncture, Göteborg
- Chalmers Innovation, Göteborg
- GU Ventures, Göteborg
- Create Business Incubator, Västerås och Eskilstuna
- E-commerce Park,  Helsingborg
- LEAD, Linköping & Norrköping
- Minc, Malmö
- Science Park, Jönköping
- Sting, Stockholm
- Uppsala Innovation Centre (UIC), Uppsala
- Innovatum Rymdinkubator, Trollhättan
- Movexum, Gävleborgs län
- Ideon Innovation, Lund
- Uminova Innovation, Umeå
- KI Innovations AB, Stockholm
- BizMaker, Västernorrland
- Umeå Biotech Incubator (UBI)
- SU Inkubator, Stockholm
- KTH Innovation, Stockholm
- Science Park Gotland, Gotland
- Potential.vbg, Varberg

## Internationella inkubatorer
- C4DI (Centre for Digital Innovation)
- Campus Blairon
- CoCoon
- CodeLaunch
- Cooperlab Rosafix
- Corporate Accelerator
- FasterCapital
- LaunchLab
- Naiot Venture Accelerator
- St John's Innovation Centre
- Sunshine Bronx Business Incubator
- T-Hub
- Technology Business Incubator TBI-NITC
- UCF Business Incubation Program